# Llibres del Mall
Llibres del Mall va ser una col·lecció poètica fundada el 1973 per Ramon Balasch, Maria Mercè Marçal, Miquel Desclot, Jaume Medina, Gemma d'Armengol i Xavier Bru de Sala a Curial Edicions Catalanes. Llibres del Mall va publicar obra d'autors catalans com ara Miquel Martí i Pol i, en especial, de nous joves autors. Dos anys després del seu naixement va esdevenir una editorial i passà a anomenar-se també Edicions del Mall. Va publicar poesia i teatre fins al 1987.
L'editorial va sorgir, segons el tríptic inicial de subscripció, "de la voluntat de donar una resposta a determinades deficiències del panorama editorial català: la desaparició, l'avortament de diverses temptatives, la vida letàrgica de les col·leccions del país, la porta tancada a noves vocacions i provatures, etc. Per això, aquesta nova col·lecció es proposa d'ampliar la base de la poesia catalana –lectors i escriptors– i de cobrir els buits més assenyalats, com ara l'experimentació i la traducció de textos estrangers. Per tal d'aconseguir que aquesta iniciativa tingui una llarga durada, cal assegurar-ne la difusió i el suport entre el públic interessat. Aquest públic existeix i la subscripció li facilitarà l'adquisició de les obres que vagin apareixent. Amb una periodicitat inicial de sis volums l'any, i a preus populars, Llibres del Mall pretén d'oferir un contacte directe amb les obres que han de confirmar l'esforç creatiu de la poesia catalana i l'avinentesa de poder recolzar i refermar nous valors.
Primers volums de la col·lecció:
1. Ramon Balasch, Rovell de mala plata;
2. Xavier Bru de Sala, Les elegies del marrec;
3. Miquel de Palol, Delta;
4. A. Tàpies-Barba, Siboc.
EN PREPARACIÓ:Obres originals de Josep Albertí, M. Mercè Marçal, Carles Camps, Santiago Pau, Josep Lluís Bonet, Joan Navarro, Salvador Jàfer, Jordi Rams, Antoni Munné.
Traduccions: Jaume Riera i Sans, Cants de noces dels jueus catalans; 
M. Mercè Marçal, Lírics grecs arcaics. L'elegia; 
Joan Alberich, El bhagavadgita; 
Georg Trakl, Poesies, trad. d'Esteve Ribella; 
Hölderlin, Les grans elegies, trad. de Ramon Balasch; 
Saint-John Perse, Elogis, trad. de Xavier Bru de Sala; 
John Keats, Antologia poètica, trad. de Gemma d'Ermengol; 
Iannis Ritsos, Antologia, trad. d'Alexis E. Solà; 
Novalis, Himnes a la nit, trad. d'A. Tàpies-Barba.
Després dels joves poetes i de les primeres traduccions es va apostar per l'edició de les obres completes de Miquel Martí i Pol, que aleshores vivia les terribles conseqüències de l'arteriosclerosi i l'aïllament territorial. Se'n van publicar cinc volums: L'arrel i l'escorça (Obra poètica I). Pròleg de Lluís Solà i Sala; El llarg viatge (Obra poètica II), Pròleg de Miquel Desclot i Jaume Medina; Amb vidres a la sang (Obra poètica III). Pròleg de Johannes Hösle; Les clares paraules (Obra poètica IV). Pròleg de Joan Triadú; i Per preservar la veu (Obra poètica V). Pròleg de Francesc Parcerisas. També es van donar a conèixer Crònica de demà. Pròleg de Ramon-Balasch. Dibuix de Joan-Pere Viladecans; Estimada Marta, probablement un dels llibres de poemes més venuts; L'àmbit de tots els àmbits. Pròleg de Salvador Espriu, que va tenir una gran difusió a través de la musicació de Lluís Llach; i, finalment, Els bells camins.
L'editorial va voler esdevenir un ineludible referent cultural i literari, raó per la qual, d'una banda, va compaginar la publicació d'autors canònics de la literatura universal amb autors catalans i, de l'altra, va tenir especial cura en el disseny i producció dels llibres, alguns dels quals van ser il·lustrats per artistes tan remarcables com Antoni Tàpies, Josep M. Subirachs i Joan Pere Viladecans, Josep Guinovart, Albert Ràfols-Casamada, etc.
Una de les aportacions amb més rellevància cultural de Llibres del Mall en el context del final del franquisme i de la transició va ser en l'àmbit de la traducció literària. Per aquesta raó el 19 d'octubre de 2016 es van dedicar les VII Jornades sobre Traducció i Literatura, celebrades a la Facultat de Traducció de la Universitat Autònoma de Barcelona i organitzades pel Grup d'Estudi de la Traducció Catalana Contemporània, a estudiar les traduccions publicades per l'editorial entre 1974 i 1987.